# Robson Pinheiro
Robson Pinheiro Santos (Ataléia, 15 de junho de 1961) é um médium psicógrafo brasileiro. Suas obras psicografadas destacam-se pela influência da Umbanda.

## Biografia
Cresceu na região do vale do Rio Doce onde teve as suas primeiras experiências mediúnicas ainda na adolescência.
De formação protestante, veio a conhecer a Doutrina Espírita por orientação de companheiros espirituais, tendo ingressado no movimento espírita em 1978, no Grupo Espírita da Caridade, em Ipatinga.
Transferiu-se mais tarde para Belo Horizonte, em cuja região metropolitana teve oportunidade de contribuir para a constituição de diversas casas espíritas.
Fundou ainda a editora "Casa dos Espíritos", órgão independente da divulgação doutrinária e o "Núcleo de Expansão da Consciência", responsável pela divulgação da doutrina através de cursos, seminários, vídeos, jornais, livros, revistas e pela promoção de peças teatrais espíritas.
Atualmente atua na Sociedade Espírita Everilda Batista, que ajudou a fundar, e onde desenvolve atividades mediúnicas e sociais. É também idealizador, fundador e coordenador do Instituto Robson Pinheiro, da Unispiritus, da Clínica Holística Joseph Gleber e do Colegiado Guardiões da Humanidade.

## Polêmicas e Controvérsias
Apesar do sucesso de seus livros e cursos, ele despertou polêmicas em relação a sua atuação como médium e autor.
Uma dessas polêmicas se refere a um erro histórico existente na biografia do suposto espírito Joseph Gleber, publicada no livro Medicina da Alma (1997), psicografado por Robson Pinheiro. O texto da biografia de Joseph Gleber afirma que J. Robert Oppenheimer, físico norte-americano que dirigiu o Projeto Manhantan (responsável pela criação da bomba atômica norte-americana) teria sido um dos físicos que trabalharam no projeto da bomba atômica alemã durante a Segunda Guerra Mundial. A biografia de Joseph Gleber também contém fatos improváveis, como afirmar que judeus como Gleber e Oppenheimer teriam sido convidados pelo regime de Adolf Hitler para trabalhar no desenvolvimento da bomba atômica para a Alemanha nazista. Nesse contexto, cabe apontar que em 1935, antes do início do projeto de energia nuclear alemão, foram implementadas as chamadas Leis de Nuremberg, que institucionalizaram a perseguição aos judeus na Alemanha, resultando inclusive na proibição de que judeus mantivessem cargos de professores nas universidades alemãs. Muitos físicos judeus eminentes, como Einstein, deixaram a Alemanha nazista antes mesmo de 1935. Diante do erro histórico quanto ao papel de Oppenheimer do projeto da bomba atômica alemã, a segunda edição de "Medicina da Alma" (2007) incluiu uma nota de rodapé onde se lê: "Segundo ele [o espírito Joseph Gleber], compete às pesquisas humanas estabelecer os laços entre Oppenheimer e o governo totalitário; embora esse fato possa não estar demonstrado nas evidências conhecidas do grande público, prefere sustentar aquilo que, de acordo com seu ponto de vista espiritual, corresponde à verdade histórica.". No entanto, estudos sobre o projeto Manhattan, sobre a vida de J. Robert Oppenheimer e sobre o projeto da bomba atômica alemã não trazem nenhuma referência sobre a suposta associação entre o físico norte-americano e o governo nazista.
Outras polêmicas envolvendo o médium Robson Pinheiro incluem argumentos de que ele buscaria atrair a atenção do público com supostos relatos post mortem de celebridades, como Júlio Verne, Tancredo Neves, Madre Teresa de Calcutá e Cazuza, e de politizar o papel dos espíritos em seus livros "O Partido" e "A Quadrilha".
Robson Pinheiro também é acusado de praticar a exploração comercial de seus dons mediúnicos, prática condenada pelo Espiritismo.

## Obras psicografadas
- Por Joseph Gleber
  - A Alma da Medicina
  - Além da Matéria
  - Consciencia
  - Energia (com Alex Zarthú)
  - Caderno Ilustrado de Bioenergética
  - Medicina da Alma
- Por Teresa de Calcutá
  - A Força Eterna do Amor
  - Pelas Ruas de Calcutá
- Por Pai João de Aruanda
  - Negro
  - Magos Negros
  - Sabedoria de Preto Velho
  - Pai João
- Por Alex Zarthú
  - Quietude
  - Serenidade
  - Superando os Desafios Íntimos
  - Gestação da Terra
- Por Estêvão
  - Mulheres do Evangelho
  - Apocalipse
- Por Everilda Batista
  - Os Dois Lados do Espelho
  - Sob a Luz do Luar
- Por Ângelo Inácio
  - Coleção Segredos de Aruanda
    - Vol. 1 - Tambores de Angola
    - Vol. 2 - Aruanda (Ed. Casa dos Espíritos, 2004)
    - Vol. 3 - Corpo Fechado (por W. Voltz orientado por Angelo Inácio)

  - Série Crônicas da Terra
    - Vol 1. - O Fim da Escuridão
    - Vol 2. - Os Nephilins
    - Vol 3. - O Agênere
    - Vol 4. - Os Abduzidos

  - Trilogia O Reino das Sombras
    - Vol. 1 - Legião
    - Vol. 2 - Senhores da Escuridão (Ed. Casa dos Espíritos, 2008)
    - Vol. 3 - A Marca da Besta

  - Trilogia Os Filhos da Luz
    - Vol. 1 - Cidade dos Espíritos
    - Vol. 2 - Os Guardiões
    - Vol. 3 - Os Imortais

  - Série A Política das Sombras
    - Vol. 1 - O Partido
    - Vol. 2 - A Quadrilha
    - Vol. 3 - O Golpe

  - Crepúsculo dos Deuses
  - Antes Que os Tambores Toquem
  - Encontro com a Vida
  - Faz Parte do Meu Show (orientado por Ângelo Inácio)
  - O Próximo Minuto
- Por Júlio Verne
  - 2080 - Livro 1
- Por Franklim
  - Canção da Esperança